# Madarcos
Madarcos es un municipio y localidad española del norte de la Comunidad de Madrid. El término municipal, ubicado en la sierra del Rincón, tiene una población de 70 habitantes (INE 2024).

## Geografía
Tiene una superficie de 8,46 km² con una población de 46 habitantes (INE 2017). Limita con los municipios de Horcajo de la Sierra-Aoslos, Horcajuelo de la Sierra, Prádena del Rincón, Puentes Viejas y Piñuécar-Gandullas. La localidad se encuentra a una altitud de 1059 m sobre el nivel del mar. Madarcos se encuentra en la zona septentrional de la provincia de Madrid, en las estribaciones de Somosierra y al pie de un cerro denominado Majada de la Peña. Es un territorio accidentado, de suaves pendientes. El pueblo se asienta en un altiplano bordeado por la hoz que forma el río Madarquillos. La mayoría de las viviendas son cuadras rehabilitadas que han conservado su esencia. 

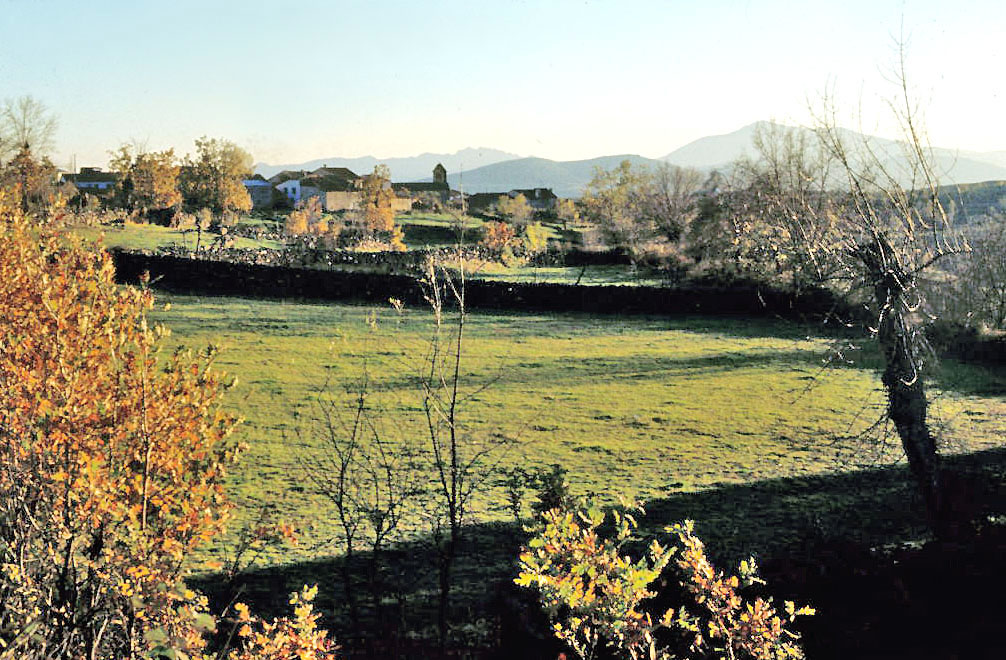
Casco urbano desde el norte (década de 1970)

La altitud del término oscila entre los 988 y los 1300 m, siendo sus alturas más importantes el Cerro Quiñones (1324 m) y el Pico de la Dehesilla (1316 m) El principal curso fluvial es el río Madarquillos que nace en la Sierra de La Acebeda. En él confluyen los arroyos de San Benito y el Hondo, así como el río Cocinillas o de la Nava. Estos ríos van a desembocar (en territorios pertenecientes al pueblo de Gandullas) al embalse de Puentes Viejas, que comienza en el extremo sur del término de Madarcos, en el sitio llamado de San Cristóbal.
En torno al Pico de la Dehesilla se extiende una amplia zona de monte bajo que supera casi el 50 % del término y está dedicada a prados y pastizales con matorral y roble disperso y una pequeña zona de sotos. Las tierras a lo largo del río Madarquillos, cerca del pueblo, son huertas de regadío con abundante vegetación y arbolado.
Está ubicado en la Reserva de la Biosfera con la ampliación por la Unesco desde junio de 2022.[cita requerida]

## Demografía
Cuenta con una población de 70 habitantes (INE 2024).
| Gráfica de evolución demográfica de Madarcos entre 1842 y 2021                                                        |
| |
| Población de derecho según los censos de población del INE. Población de hecho según los censos de población del INE. |

## Transporte público
Madarcos cuenta con dos líneas de autobús, estableciendo una de ellas su cabecera en el intercambiador de Plaza de Castilla. Las dos líneas están operadas por la empresa ALSA y son:
| Línea | Recorrido                               |
| ----- | --------------------------------------- |
| 191B  | Buitrago del Lozoya - Somosierra        |
| 196   | Madrid (Plaza de Castilla) - La Acebeda |